# Мухаммед-хан Текели
Мухаммед-хан Текели Шарафаддин оглы (азерб. Məhəmməd xan Təkəli Şərafəddin oğlu) — сефевидский политик, диванбеги, командир и опекун шаха Мухаммеда Худабенде. Губернатор Хорасана, Казвина, Багдада и Герата.

## Биография
Мухаммед-хан происходит из кызылбашского племени текели. После убийства Чуха султана Текели в 1531 году он стал во главе племени и получил должность губернатора Герата, столицы Хорасана. Он принес в Хорасан политическую и экономическую стабильность после долгого периода хаоса и войны. Во время его правления в Герате даже появилось некоторое подобие культурного возрождения. Его престиж и влияние были настолько велики, что после его смерти от естественных причин его старший сын Газаг хан унаследовал его пост.
Ключом к политическому возвышению Мухаммед-хана Текели, как представляется, была его беспрецедентная верность короне в лице шаха Тахмаспа. Эта впечатляющая личная верность была продемонстрирована как минимум дважды, в критические моменты: первый раз в Багдаде в 1531 году и второй раз в 1534 году, когда Мухаммед-хан со своим семейством и горстью последователей пошел против собственного племени текели, поднявшего открытый мятеж против Сефевидов. В 1531 году Мухаммед-хан приказал казнить мятежников-текелинцев, прибывших искать убежища при его дворе в Багдаде. В 1534 году он отказался присоединиться к наступавшим на город Османам и сдать им Багдад, не только вопреки желанию своих текелинских эмиров в Багдаде, но и перед лицом общего тренда, в соответствии с которым ведущие текелинские эмиры пр шахском дворе, такие как Улема султан, Гази хан и некоторые другие, перешли на сторону Османов. Видя, что он не сможет удержать Багдад, Мухаммед-хан, следуя шахским приказам, покинул город с группой своих самых преданных приверженцев (около 300 человек). Разрушив мост и уничтожив оставленные склады припасов, они присоединились к лагерю шаха.
Одним из самых важных фактов для будущих отношений семейства с Сефевидами, и особенно с шахом Мухаммедом Худабенде, является то, что Мухаммед-хан был опекуном (лала) последнего на протяжении примерно 20 лет. Шах Мухаммед Худабенде, и, само собой, его брат шах Исмаил II, были племянниками жены Мухаммед-хана Текели. Шах Мухаммед питал к Мухаммед-хану огромное уважение, особенно в сравнении с его последующими опекунами. Долгие годы спустя после смерти эмира шах все еще восхвалял его в разговоре. Более того, шах Мухаммед, выросший среди текелинцев Герата, считал это племя своими родственниками.